# تنغت (فين)
تنغت (بالفارسية: تنغت) هي قرية تقع في إيران في قسم فين الريفي. يقدر عدد سكانها بـ 30 نسمة بحسب إحصاء 2016.